# Landtagswahlkreis Köln I
Der Landtagswahlkreis Köln I (offiziell: Wahlkreis 13 Köln I) ist ein Wahlkreis in Köln für die Wahl zum Landtag von Nordrhein-Westfalen. Er besteht aus dem Stadtbezirk Rodenkirchen sowie dem Stadtteil Neustadt-Süd des Stadtbezirks Innenstadt.
Den aktuellen Zuschnitt erhielt der Wahlkreis zur Landtagswahl 2022, als der Stadtteil Altstadt-Süd, der bislang zum Wahlkreis gehört hatte, in den Landtagswahlkreis Köln VI wechselte.

## Landtagswahl 2022
Die Landtagswahl in Nordrhein-Westfalen 2022 fand am Sonntag, dem 15. Mai 2022, statt. Mit Eileen Woestmann gewann erstmals eine Politikerin der Grünen den Wahlkreis, der bisherige Wahlkreis-Abgeordnete Oliver Kehrl von der CDU verlor sein Mandat, ebenso Lorenz Deutsch (FDP), der über die Liste eingezogen war.
| Gegenstand der Nachweisung  | Gegenstand der Nachweisung | Erst- stimmen | Erst- stimmen | Zweit- stimmen | Zweit- stimmen |
| Bewerber                    | Partei                     | Anzahl        | %             | Anzahl         | %              |
| --------------------------- | -------------------------- | ------------- | ------------- | -------------- | -------------- |
| Wahlberechtigte             | Wahlberechtigte            | 105 182       | 100           | 105 182        | 100            |
| Wähler                      | Wähler                     | 66 795        | 63,5          | 66 795         | 63,5           |
| Ungültige Stimmen           | Ungültige Stimmen          | 287           | 0,4           | 211            | 0,3            |
| Gültige Stimmen             | Gültige Stimmen            | 66 508        | 100           | 66 584         | 100            |
| davon                       |                            |               |               |                |                |
| Oliver Kehrl                | CDU                        | 18 736        | 28,2          | 17 333         | 26             |
| Berit Blümel                | SPD                        | 13 826        | 20,8          | 13 710         | 20,6           |
| Lorenz Deutsch              | FDP                        | 4 031         | 6,1           | 5 089          | 7,6            |
| Luca Leitterstorf           | AfD                        | 1 723         | 2,6           | 1 833          | 2,8            |
| Eileen Woestmann            | GRÜNE                      | 22 345        | 33,6          | 21 508         | 32,3           |
| Sofia Fellinger             | DIE LINKE                  | 2 166         | 3,3           | 2 265          | 3,4            |
|                             | PIRATEN                    | –             | –             | 120            | 0,2            |
| Alexander Brommer           | Die PARTEI                 | 1 149         | 1,7           | 793            | 1,2            |
| Torsten Ilg                 | FREIE WÄHLER               | 611           | 0,9           | 394            | 0,6            |
|                             | BIG                        | –             | –             | 26             | 0              |
|                             | ÖDP                        | –             | –             | 101            | 0,2            |
|                             | Volksabstimmung            | –             | –             | 25             | 0              |
|                             | MLPD                       | –             | –             | 19             | 0              |
|                             | DIE VIOLETTEN              | –             | –             | 23             | 0              |
|                             | Gesundheitsforschung       | –             | –             | 38             | 0,1            |
|                             | ZENTRUM                    | –             | –             | 25             | 0              |
|                             | DKP                        | –             | –             | 34             | 0,1            |
| Hans Christopher Weißenborn | dieBasis                   | 446           | 0,7           | 439            | 0,7            |
|                             | DSP                        | –             | –             | 23             | 0              |
|                             | du.                        | –             | –             | 160            | 0,2            |
|                             | LIEBE                      | –             | –             | 48             | 0,1            |
|                             | FAMILIE                    | –             | –             | 64             | 0,1            |
|                             | neo                        | –             | –             | 9              | 0              |
|                             | Die Humanisten             | –             | –             | 96             | 0,1            |
|                             | PdF                        | –             | –             | 59             | 0,1            |
|                             | LfK                        | –             | –             | 57             | 0,1            |
|                             | Tierschutzpartei           | –             | –             | 477            | 0,7            |
|                             | Team Todenhöfer            | –             | –             | 109            | 0,2            |
| Olivier Fuchs               | Volt                       | 1 475         | 2,2           | 1 707          | 2,6            |

## Landtagswahl 2017
Wahltag zur Landtagswahl in Nordrhein-Westfalen 2017 war Sonntag, der 14. Mai 2017. Es waren 125.711 Bürger wahlberechtigt, von denen 87.271 (Wahlbeteiligung 69,42 %) ihre Stimme abgaben. Das vorläufige Ergebnis stellt sich wie folgt dar:
| Direktkandidat   | Partei     | Erststimmen in % | Zweitstimmen in % |
| ---------------- | ---------- | ---------------- | ----------------- |
| Ingrid Hack      | SPD        | 28,63            | 25,75             |
| Oliver Kehrl     | CDU        | 34,25            | 26,63             |
| Robert Schallehn | GRÜNE      | 12,23            | 13,18             |
| Lorenz Deutsch   | FDP        | 9,36             | 16,21             |
| Harald Paul      | Piraten    | 1,04             | 1,02              |
| Gunda Wienke     | LINKE      | 6,98             | 8,74              |
| Mark Benecke     | Die PARTEI | 3,45             | 1,41              |
| Richard Majewski | AfD        | 3,93             | 4,60              |
| Walter Stehling  | DKP        | 0,13             | 0,06              |

Neben dem Wahlkreissieger Oliver Kehrl von der CDU, der der bisherigen Wahlkreisabgeordneten Ingrid Hack (SPD) das Direktmandat abnehmen konnte und deren Platz (29) auf der SPD-Landesliste nicht zum Wiedereinzug in den Landtag ausreichte, erreichte zunächst kein weiterer Bewerber aus dem Wahlkreis ein Landtagsmandat. Am 11. Oktober 2017 rückte der FDP-Kandidat Lorenz Deutsch, dessen Landeslistenplatz 30 zunächst ebenfalls nicht für ein Mandat ausreichte, für seinen ausgeschiedenen Parteifreund Christian Lindner in den Landtag nach.

## Landtagswahl 2012
Wahltag zur Landtagswahl in Nordrhein-Westfalen 2012 war Sonntag, der 13. Mai 2012. Wahlberechtigt waren 121 721 Einwohner. Die Wahlbeteiligung betrug 63,7 Prozent.
| Direktkandidat    | Partei   | Erststimmen in % | Zweitstimmen in % |
| ----------------- | -------- | ---------------- | ----------------- |
| Ingrid Hack       | SPD      | 35,9             | 32,1              |
| Andrea Verpoorten | CDU      | 27,7             | 18,6              |
| Sabine Müller     | GRÜNE    | 20,7             | 22,2              |
| Thomas Brühl      | Piraten  | 7,3              | 8,0               |
| Andreas Feld      | FDP      | 5,5              | 12,3              |
| Berthold Bronisz  | LINKE    | 2,9              | 3,3               |
| -                 | Sonstige | 0,0              | 3,5               |

## Landtagswahl 2010
Wahltag zur Landtagswahl in Nordrhein-Westfalen 2010 war Sonntag, der 9. Mai 2010. Wahlberechtigt waren 119.690 Einwohner. Die Wahlbeteiligung betrug 64,1 Prozent.
| Direktkandidat         | Partei      | Erststimmen in % | Zweitstimmen in % |
| ---------------------- | ----------- | ---------------- | ----------------- |
| Andrea Verpoorten      | CDU         | 31,8             | 27,3              |
| Ingrid Hack            | SPD         | 30,2             | 27,9              |
| Barbara Moritz         | GRÜNE       | 25,0             | 24,0              |
| Elisabeth Sachse       | LINKE       | 4,9              | 6,3               |
| Anselm Riddermann      | FDP         | 4,2              | 8,5               |
| Christian Mahlig       | Piraten     | 2,0              | 2,0               |
| Karel Schiele          | Pro NRW     | 1,5              | 1,4               |
| Herbert Eckler         | BüSo        | 0,3              | 0,0               |
| Winfried Helmut Müller | Freie Union | 0,2              | 0,0               |
| Walter Stehling        | DKP         | 0,1              | -                 |
| -                      | Sonstige    | -                | 2,6               |

Der Wahlkreis wechselte somit von der SPD zur CDU. Dies gelang der CDU bei dieser Landtagswahl in keinem anderen Wahlkreis.

## Landtagswahl 2005
Vor der Landtagswahl 2005 wurde der Landtagswahlkreis Köln I im Zuge der Reduktion der Nordrhein-Westfälischen Landtagswahlkreise auf 128 neu zugeschnitten und erhielt die Wahlkreisnummer 13.
Es stellten sich 11 Direktkandidaten zur Wahl: Ingrid Hack (SPD), Marie-Theres Ley (CDU), Dietmar Repgen (FDP), Ralf Unna (GRÜNE), Jürgen Heydrich (REP), Matthias W. Birkwald (PDS), Barbara Elisabeth Marienfeld (BüSo), Benedikt Frings (NPD), Katrin Söder (ödp), Brigitta Gerritzen-Dahlmann (GRAUE) und Wolfgang Broll (WASG).
Ingrid Hack trat Für die SPD zum ersten Mal an und konnte Köln I für ihre Partei halten.
Die Ergebnisse der Landtagsparteien und der sonstigen zusammengefasst. Die Veränderungen beziehen sich auf die Ergebnisse im selben Wahlgebiet 2000, nicht auf den ehemaligen Wahlkreis 15 Köln I.
| Wahl zum 14. Landtag Nordrhein-Westfalen – Wahlkreis 13 Köln I | Wahl zum 14. Landtag Nordrhein-Westfalen – Wahlkreis 13 Köln I | Wahl zum 14. Landtag Nordrhein-Westfalen – Wahlkreis 13 Köln I | Wahl zum 14. Landtag Nordrhein-Westfalen – Wahlkreis 13 Köln I | Wahl zum 14. Landtag Nordrhein-Westfalen – Wahlkreis 13 Köln I | Wahl zum 14. Landtag Nordrhein-Westfalen – Wahlkreis 13 Köln I | Wahl zum 14. Landtag Nordrhein-Westfalen – Wahlkreis 13 Köln I | Wahl zum 14. Landtag Nordrhein-Westfalen – Wahlkreis 13 Köln I | Wahl zum 14. Landtag Nordrhein-Westfalen – Wahlkreis 13 Köln I | Wahl zum 14. Landtag Nordrhein-Westfalen – Wahlkreis 13 Köln I | Wahl zum 14. Landtag Nordrhein-Westfalen – Wahlkreis 13 Köln I | Wahl zum 14. Landtag Nordrhein-Westfalen – Wahlkreis 13 Köln I | Wahl zum 14. Landtag Nordrhein-Westfalen – Wahlkreis 13 Köln I | Wahl zum 14. Landtag Nordrhein-Westfalen – Wahlkreis 13 Köln I | Wahl zum 14. Landtag Nordrhein-Westfalen – Wahlkreis 13 Köln I |
| SPD Nordrhein-Westfalen                                        | SPD Nordrhein-Westfalen                                        | SPD Nordrhein-Westfalen                                        | CDU Nordrhein-Westfalen                                        | CDU Nordrhein-Westfalen                                        | CDU Nordrhein-Westfalen                                        | Bündnis 90/Die Grünen                                          | Bündnis 90/Die Grünen                                          | Bündnis 90/Die Grünen                                          | FDP Nordrhein-Westfalen                                        | FDP Nordrhein-Westfalen                                        | FDP Nordrhein-Westfalen                                        | Sonst.                                                         | Sonst.                                                         | Sonst.                                                         |
| -------------------------------------------------------------- | -------------------------------------------------------------- | -------------------------------------------------------------- | -------------------------------------------------------------- | -------------------------------------------------------------- | -------------------------------------------------------------- | -------------------------------------------------------------- | -------------------------------------------------------------- | -------------------------------------------------------------- | -------------------------------------------------------------- | -------------------------------------------------------------- | -------------------------------------------------------------- | -------------------------------------------------------------- | -------------------------------------------------------------- | -------------------------------------------------------------- |
| 35,2 %                                                         | -2,81                                                          |                                                                | 34,6 %                                                         | +3,13                                                          |                                                                | 16,0 %                                                         | -1,01                                                          |                                                                | 8,8 %                                                          | -1,5                                                           |                                                                | 5,4 %                                                          | +2,2                                                           |                                                                |
| Ingrid Hack                                                    | Ingrid Hack                                                    | Ingrid Hack                                                    | Marie-Theres Ley                                               | Marie-Theres Ley                                               | Marie-Theres Ley                                               | Ralf Unna                                                      | Ralf Unna                                                      | Ralf Unna                                                      | Dietmar Repgen                                                 | Dietmar Repgen                                                 | Dietmar Repgen                                                 | -                                                              | -                                                              | -                                                              |
| Wahlberechtigte: 113 601 – Wahlbeteiligung: 63,5 %             |                                                                |                                                                |                                                                |                                                                |                                                                |                                                                |                                                                |                                                                |                                                                |                                                                |                                                                |                                                                |                                                                |                                                                |

Am 22. Juni 2005 wurde Jürgen Rüttgers von einer CDU-FDP-Koalition zum Ministerpräsidenten gewählt. Am 24. Juni 2005 wurde das Kabinett Rüttgers ernannt.

## Landtagswahl 2000
Der Wahlkreis 15 Köln I umfasste den Stadtbezirk 1 Innenstadt ohne den Teil-Stadtteil 102 Neustadt-Süd I. Der Stadtbezirk 2 Rodenkirchen lag zusammen mit dem Teil-Stadtteil 102 Neustadt-Süd I im Wahlkreis 16 Köln II.
Zur Wahl traten folgende Parteien an: SPD, CDU, GRÜNE, FDP, Die Republikaner, Humanistische Partei, Ökologische Linke, Die MittelstandsPartei,
Marxistisch-Leninistische Partei Deutschlands, Partei des Demokratischen Sozialismus, Partei der Nichtwähler.
Gewählt wurde Norbert Rüther von der SPD. Er trat während der laufenden 13. Legislaturperiode am 4. März 2002 wegen seiner Verwicklung in die Kölner Spendenaffäre von all seinen Ämtern zurück. Am 7. August 2008 wurde er wegen Beteiligung zur Bestechlichkeit und Abgeordnetenbestechung verurteilt.
| Wahl zum 13. Landtag Nordrhein-Westfalen – Wahlkreis 15 Köln I | Wahl zum 13. Landtag Nordrhein-Westfalen – Wahlkreis 15 Köln I | Wahl zum 13. Landtag Nordrhein-Westfalen – Wahlkreis 15 Köln I | Wahl zum 13. Landtag Nordrhein-Westfalen – Wahlkreis 15 Köln I | Wahl zum 13. Landtag Nordrhein-Westfalen – Wahlkreis 15 Köln I | Wahl zum 13. Landtag Nordrhein-Westfalen – Wahlkreis 15 Köln I | Wahl zum 13. Landtag Nordrhein-Westfalen – Wahlkreis 15 Köln I | Wahl zum 13. Landtag Nordrhein-Westfalen – Wahlkreis 15 Köln I | Wahl zum 13. Landtag Nordrhein-Westfalen – Wahlkreis 15 Köln I | Wahl zum 13. Landtag Nordrhein-Westfalen – Wahlkreis 15 Köln I | Wahl zum 13. Landtag Nordrhein-Westfalen – Wahlkreis 15 Köln I | Wahl zum 13. Landtag Nordrhein-Westfalen – Wahlkreis 15 Köln I | Wahl zum 13. Landtag Nordrhein-Westfalen – Wahlkreis 15 Köln I | Wahl zum 13. Landtag Nordrhein-Westfalen – Wahlkreis 15 Köln I | Wahl zum 13. Landtag Nordrhein-Westfalen – Wahlkreis 15 Köln I |
| SPD Nordrhein-Westfalen                                        | SPD Nordrhein-Westfalen                                        | SPD Nordrhein-Westfalen                                        | CDU Nordrhein-Westfalen                                        | CDU Nordrhein-Westfalen                                        | CDU Nordrhein-Westfalen                                        | Bündnis 90/Die Grünen                                          | Bündnis 90/Die Grünen                                          | Bündnis 90/Die Grünen                                          | FDP Nordrhein-Westfalen                                        | FDP Nordrhein-Westfalen                                        | FDP Nordrhein-Westfalen                                        | Sonst.                                                         | Sonst.                                                         | Sonst.                                                         |
| -------------------------------------------------------------- | -------------------------------------------------------------- | -------------------------------------------------------------- | -------------------------------------------------------------- | -------------------------------------------------------------- | -------------------------------------------------------------- | -------------------------------------------------------------- | -------------------------------------------------------------- | -------------------------------------------------------------- | -------------------------------------------------------------- | -------------------------------------------------------------- | -------------------------------------------------------------- | -------------------------------------------------------------- | -------------------------------------------------------------- | -------------------------------------------------------------- |
| 37,31 %                                                        | -0,79                                                          |                                                                | 24,79 %                                                        | -1,21                                                          |                                                                | 24,92 %                                                        | -3,48                                                          |                                                                | 8,74 %                                                         | +4,44                                                          |                                                                | 4,23 %                                                         | +1,13                                                          |                                                                |
| Norbert Rüther                                                 | Norbert Rüther                                                 | Norbert Rüther                                                 | Antonius Poggel                                                | Antonius Poggel                                                | Antonius Poggel                                                | Jörg Frank                                                     | Jörg Frank                                                     | Jörg Frank                                                     | Hans-Hermann Stein                                             | Hans-Hermann Stein                                             | Hans-Hermann Stein                                             | -                                                              | -                                                              | -                                                              |
| Wahlberechtigte: 67 610 – Wahlbeteiligung: 52,60 %             |                                                                |                                                                |                                                                |                                                                |                                                                |                                                                |                                                                |                                                                |                                                                |                                                                |                                                                |                                                                |                                                                |                                                                |

Nach der Wahl gingen die SPD und Die Grünen eine Regierungskoalition ein und Wolfgang Clement, der nach dem Rücktritt von Johannes Rau schon seit dem 17. Juni 1998 im Amt war, wurde zum Ministerpräsidenten gewählt. Vom 27. Juni 2000 bis zum 12. November 2002 war das Kabinett Clement II im Amt und wurde dann vom Kabinett Steinbrück abgelöst.

## Landtagswahl 1995
| 38,1 %                                            | 26,0 % | 28,4 % | 4,3 % | 3,1% |
| Wahlberechtigte: 68 621 – Wahlbeteiligung: 59,6 % |        |        |       |      |

Nach der Wahl wurde Johannes Rau von einer rot-grünen Koalition zum Ministerpräsidenten gewählt. Vom 17. Juli 1995 bis 9. Juni 1998 war das Kabinett Rau V im Amt, bis es ohne Wahl vom Kabinett Clement I abgelöst wurde.